# Boadicea Paterae
Le Boadicea Paterae sono una struttura geologica della superficie di Venere.